# Umar Krupp
Umar Krupp né à Accra capital du Ghana, il est un acteur et producteur ghanéen.
Il est surtout connu pour ses rôles dans les films House of Gold et Amakye and Dede (en).

## Carrière
En 2015, il a remporté le prix du meilleur acteur aux Pan Africa Cinema Awards (PACA).
Krupp a été nommé comme meilleur producteur africain aux Nollywood Entertainment and Leadership Awards (NELAS) en 2019 pour la production du film Accra Hustlers à Londres (Royaume-Uni).
En 2019, Krupp a réalisé l' Ama qui sort en salles en janvier 2020
En 2018, il a joué dans le film Babani . Il a ensuite remporté quatre prix aux Golden Movie Awards, notamment; City People Entertainment Award pour le visage des films du Ghana.

## Polémique
En 2020, une actrice Serwaa Akoto a lancé un avertissement à l'acteur Umar Krupp concernant sa rupture avec Krupp et ses problèmes de paiement à l'actrice pour un film.

## Filmographie

### Cinéma
- 2009 : Près de parfait
- 2013 : House of Gold : Peter Dan Ansah
- 2013 : Voyage en enfer
- 2016 : Amakye et Dede
- 2016 : Vous pouvez tuer la mariée
- 2017 : Baabani
- 2019 : Origine de l'amour
- 2020 : Seulement toi
- 2020 : Saints dans le crime
- 2020 : Aisha : Latif[6]